# شتولپه اوف اوزدوم
شتولپه اوف اوزدوم (به آلمانی: Stolpe auf Usedom) یک شهر در آلمان است که در فرپومرن-گرایفسوالد واقع شده‌است. شتولپه اوف اوزدوم ۳۶۷ نفر جمعیت دارد.